# Sloanea ahuatoso
Sloanea ahuatoso är en tvåhjärtbladig växtart som beskrevs av Lozada-pérez. Sloanea ahuatoso ingår i släktet Sloanea och familjen Elaeocarpaceae. Inga underarter finns listade i Catalogue of Life.